# クエンティン・ブライス
デイム・クウェンティン・アリス・ルイーズ・ブライス（英語: Dame Quentin Alice Louise Bryce AD CVO、1942年12月23日 - ）は、オーストラリアの政治家である。24代目クイーンズランド州総督を経て25代目オーストラリア総督。

## 経歴
1942年12月23日にブリスベンに誕生した。クイーンズランド大学を卒業した。政界に入る前には大学の非常勤講師をしており、その頃からフェミニズム運動に関与し始めた。労働党のボブ・ホーク政権で1988年から1993年まで反性差別コミッショナー (Sex Discrimination Commissioner) を務め、その後は2003年7月29日から2008年7月29日まで24代目クイーンズランド州総督を務めた。
2008年にケビン・ラッド首相はブライスをマイケル・ジェフリー総督の後任に指名し、女王エリザベス2世の任命を経て同年9月5日に就任した。
2014年3月28日に任期満了に伴い、総督を辞任した。辞任直前の3月25日、トニー・アボット首相は「総督はオーストラリア勲章のナイトあるいはデイムに叙せられる旨女王陛下の裁可を得た」と声明を発表し、ブライスはデイムの称号を受けることとなった。

## 家族
夫のマイケル・ブライスは建築家でグラフィック・デザイナーである。3人の息子・2人の娘・6人の孫がいる。